# Twisted Metal 2
Twisted Metal 2 (укр. Скрегіт металу 2) в Європі відома під назвою Twisted Metal: World Tour, в Японії — Twisted Metal EX — відеогра від компанії SingleTrac, що вийшла в 1996 році на консолі PlayStation. Це остання гра в серії, над якою працювали розробники з SingleTrac.

## Ігровий процес
Як і раніше, гра представляє собою гонки на виживання : вибравши одного з персонажів, гравець повинен знищити всіх своїх суперників на декількох рівнях гри. Арсенал в грі різноманітний: крім стандартного кулемета, в розпорядженні гравця є сім видів вогнепальної зброї, ракет, вибухотехніки, а також знайома по першій частині "Спец. атака ", індивідуальна для кожного персонажа. В процесі гри задіяні всі кнопки геймпада, що дещо ускладнює геймплей. Також в гру додалися спеціальні комбінації кнопок для особливих дій, таких як стрільба назад, стрибок або заморозка.
У грі присутні кілька секретів, таких як 2 секретних персонажа і 3 секретних рівня, які відкриваються шляхом введення чіт-кодів. Причому ці коди можна було виявити на різних рівнях.
Як і в попередній частині серії, в даній грі залишився режим гри на двох. Причому вперше в серії удвох можна було грати як один проти одного, так і на проходження. У версії для комп'ютерів з'явилася повноцінна розрахована на багато користувачів мережева гра по локальній мережі і гра по Інтернету.

## Сюжет
Сюжет гри знову побудований навколо турніру, який влаштовує загадковий Каліпсо — понівечений психопат з магічними здібностями. На турнір знову скликаються відчайдушні водії з усього світу, які готові ризикнути своїм життям за виконання заповітного бажання. Минулий турнір повністю знищив Лос-Анджелес, Каліпсо зіткнувся з проблемою місця проведення чергового турніру. Рішення не змусило себе довго чекати: новий «Скрегіт металу» пройде по всьому світу: на руїнах Лос-Анджелеса, військовій базі в Москві, арктичному айсбергу і інших місцях у всіх куточках світу.

## Персонажі
Всього в грі 15 персонажів, з яких 7 старих, 5 нових, 2 боса і 2 секретних персонажа.

### Персонажі, які повернулися
- Spectre — актор Кен Мастерс, як і будь-яка зірка, бажав, щоб його обличчя знав весь світ. І цілий світ обов'язково побачить його обличчя!
- Thumper — афроамериканець Брюс Кохрейн, вуличний пацан з великими амбіціями, взяв участь в турнірі, щоб стати королем світу. Але чи буде це йому в радість? Можливо, що в кожному зливі є частка яблука
- Outlaw — офіцер поліції Джеймі Робертс, бажає знайти свого брата, який зник на минулому турнірі Каліпсо. І вона зможе з ним побачитися, якщо переможе!
- Mr.Grimm — збирач душ, відомий як містер Грімм, який бажає влаштувати на Землі хаос і кровопролиття, щоб отримати більше душ для свого харчування.
- Warthog — бравий солдат, капітан Роджер, взяв участь в турнірі, щоб Каліпсо зробив його тіло молодим. Хм.. а голова — це теж тіло?..
- Hammerhead — двоє телепнів, Майк і Стью, які взяли участь в змаганні, щоб навчитися літати. Калліпсо обов'язково дасть їм можливість літати!
- Roadkill — бездомний бродяга Маркус Кейн, який взяв участь в турнірі, щоб зрозуміти, чи реальний цей світ, або ж це лише ілюзії. Реальність виявиться несподіваною.

### Нові персонажі
- Grasshopper — юна дівчина Крістіна Спаркс, дочка божевільного Каліпсо, прийшла на турнір, щоб знайти свого батька. Однак, насправді, все йде не зовсім так...
- Twister — пілот боліда «Формула-1», Аманда Уоттс, яка бажає лише одного: неймовірну швидкість. Вона чула, що десь є секретна дорога, що веде геть з просторово-часового континууму, але туди можна потрапити лише при певній швидкості. Калліпсо дасть їй дорожню карту з відміткою.
- Axel — темношкірий Аксель взяв участь на турнірі з однією метою: дізнатися у свого батька, навіщо він закував його в величезні колеса. Він як Атлант тримає на плечах вагу всього небосхилу. Акселя мучить питання плавленого сиру протягом всієї гри. Що ж буде далі? Знають тільки його колеса
- Mr.Slam — архітектор Саймон Уіттлбон, взяв участь в турнірі, щоб побудувати найвищу вежу в світі. І йому допоможе Калліпсо! Але на жаль, деякі люди завжди незадоволені, скільки б їм не дали...
- Shadow — трунар Мортімер, був найнятий душами людей, убитих в результаті турніру, щоб допомогти їм помститися лиходієві Каліпсо і взяв участь у змаганні.

### Боси і секретні персонажі
- Sweet Tooth — психопат Нідлз Кейн на прізвисько «Ласунка», взяв участь на турнірі, щоб стати жуком і безкарно сіяти хаос і руйнування, нехай і в невеликому саду. Ну це до приходу садівника.
- Minion — пекельний демон Міньйон, один з босів. Взяв участь в турнірі, щоб забрати у Калліпсо назад свою силу і відправити Каліпсо в Пекло.
- Dark Tooth — фінальний бос гри на прізвисько «Карієс». Майже напевно, є батьком Нідлза Кейна. Це неіграбельний персонаж, хоча ним можна грати, використовуючи зломщик кодів.

## Рівні
У грі представлені 8 арен:
- Los Angeles: Quake Zone Rumble — перша арена. Руїни Лос-Анджелеса, від якого залишилися лише палаючі купи уламків. На даній арені 6 опонентів.
- Moscow: Suicide Slide — друга арена. Секретна військова база десь в Москві. На даній арені 5 опонентів.
- Paris: Monumental Disaster — третя арена. Вулиці і даху Парижа з багатьма знаменитими спорудами. На арені 6 опонентів.
- Amazonia: Fire Walk — четверта арена. Стародавній храм, оточений лавою, в якій гравець може заживо згоріти. На арені 6 опонентів, після яких з'являється перший бос: Міньйон.
- New York: The Big Leap — п'ята арена. Дахи хмарочосів Нью-Йорка, з яких можна запросто звалитися. На даній арені всього 6 опонентів.
- Antarctica: The Drop Zone — шоста арена. Величезний айсберг біля берегів Антарктиди, постійно розвалюється на частини. На даній арені 7 опонентів.
- Holland: Field of Screams — сьома арена. Пшеничне поле десь в Голландії. Відкритий простор з двома млинами на протилежних кінцях арени. На арені 9 опонентів.
- Hong Kong: Hong Kong Krunch — восьма і остання арена. Мегаполіс, в якому легко загубитися через велику кількість будівель і тунелів метро. На даній арені 8 опонентів, а також фінальний бос гри — «Dark Tooth» («Карієс»).

Крім даних арен, в грі є ще 3 секретні арени, спеціально для гри на двох:
- Suicide Swamp — перший з додаткових рівень для двох гравців. Арена зроблена як точна копія траси з гри Jet Moto.
- Assault on Suburbia — друга секретна арена, вже з першого Twisted Metal. Житловий район. Карта величезних розмірів.
- LA Rooftops — останній секретний рівень, також з першого Twisted Metal. Дахи Лос-Анджелеса.

## PC-версія
Twisted Metal 2 стала другою і останньою грою серії, яка з'явилася десь крім консолей Sony. Незважаючи на популярність другої частини на PlayStation, гра виявилася провальною на персональних комп'ютерах. При перенесенні гри на ПК всі спеціальні комбінації збереглися в тому ж вигляді, в якому вони були на PlayStation. Є як програмний рендер, так і підтримка 3д прискорювачів через API D3D з дозволом аж до 1024x768 16bit.
Відмінності від консольної версії: Інша поведінка супротивників.
Los Angeles: відсутня клітка з аптечкою.
Moscow: на плакаті замість напису «підірвати мости» напис «упар міст», на рекламному щиті замість напису «ласун править світом» напис «морозиво вантажних правити» (напевно, це відсилання до персонажа «Ласунка»), замість решітки арена огороджена бетонним муром, навколо арени відсутні прожектори.
Paris: не працюють фонтани біля Ейфелевої вежі.
Holland: від двох млинів після вибуху залишаються уламки в яких можна сховатися (в консольної версії — тільки від одного млина).

## Реакція
Гра отримала високі оцінки критиків. GamePro дали грі 100 балів, зазначивши захоплюючу одиночну гру, а також не менш цікавий кооперативний режим. «GameSpot» присудили грі 88 балів, пояснивши це тим, що гра хороша, але у неї є один мінус — управління, в якому гравець повинен використовувати всі кнопки на геймпаді. «IGN» дали грі 73 бали, зазначивши зайву схожість з попередньою грою.

## Примітка
1. ↑  redump.org
2. ↑  Twisted Metal 2 for PlayStation (1996) MobyRank — MobyGames. Архів оригіналу за 1 лютого 2020. Процитовано 1 лютого 2020.